# Радмила Влатковић
Радмила Влатковић (21. фебруар 1955) српска је историчарка уметности и музејски саветник. Пореклом је из Пирота. Обављала је дужност директора Галерије Чедомир Крстић од 1993. до 2024. године са прекидима.

## Биографија
Основну школу и Гимназију завршила је у месту рођења а студије историје уметности на Филозофском факултету у Београду у класи професора Дејана Медаковића. Звање кустоса добила је 1990. године, звање Вишег кустоса 1998. а звање Музејског саветника 2006.године. Као новинар радила је у Индустрији одеће Први мај (1980-1982) а на месту кустоса у Музеју Понишавља Пирот (1983-1993). У Галерији Чедомир Крстић радила је од 1993. до 1997. године на месту директора. У Музеју Понишавља је опет од 1998. године на месту историчара уметности и музејског саветника. Од 2014. године је на месту директора Галерије Чедомир Крстић Пирот.
Бави се проучавањем уметничког и културног наслеђа овог краја а посебан интерес има за ћилимарство, сакралне споменике на територији општине и токове савремене уметности.
Током 2010. године, добила сертификат за рад на стручном програму за обраду музејских предмета MISS „Етернитас“ и сертификат за израду пројеката у оквиру програма „Златни рудник“
Добитник је Општинске награде града – медаља са плакетом за допринос у области културе 2005. године.
Организовала је више од 500 изложбених поставки у граду и на страни а најзначајније ауторске изложбе су: Пиротски ћилим у Галерији САНУ у Београду 1997. Стакло и порцелан Пирота 19. и 20. века 2003, Мајске и Годишње изложбе уметника Пироћанаца, самосталне и ретроспективне изложбе.
За време њеног директорског мандата у Галерији, уметничка дела бивше фирме Први мај су прешла у депое Галерије.

## Публикације
У информативним гласилима, објавила је серију текстова из области ликовне уметности као и ликовне критике (више од 300 ликовних и других приказа). Стални је дописник стручних часописа (Ликовни живот, Београд, Гласник Друштва историчара уметности ,Ниш, Пиротски Зборник, Пољопривредни календар). Поводом самосталних и колективних изложби, написала је више од 200 стручних текстова и предговора.
Објавила је већи број расправа и прилога у Пиротском и другим зборницима (Ликовни живот Пирота, Плурализам ликовних поетика Радомира Антића, Манастир св. Јована Богослова, Иконостас Саборне цркве у Нишу, Уметничка збирка Првог маја, Мирослав Живковић, сликар наиве). Као уредник области Уметност писала је текстове за Пиротски Лексикон.
Најзначајније публикације:
- Радмила Влатковић, Милица Петковић, Пиротски ћилим, САНУ, Београд 1996.
- Радмила Влатковић, Ликовни живот у Пироту 1950-1995, Пирот 1999.
- Радмила Влатковић, Стакло и порцелан Пирота крај XIX и почетак XX века, Пирот 2003.
- Радмила Влатковић, Урош Костић, Уметност као живот, Пирот 2012.
- Радмила Влатковић, Заштићени споменици културе Пирота; Пирот 2012.
- Радмила Влатковић Милорад Антић Портрети живота, Бор 2013.
- Радмила Влатковић,Чувари времена, Пирот 2013.
- Радмила Влатковић, Уметничка збирка Првог маја, Пирот 2013.
- Радмила Влатковић, Ћилим-Сликовито писмо, Пирот 2013.
- Радмила Влатковић Уметничка збирка Галерије „Чедомир Крстић“ Пирот, Пирот 2016.
- Радмила Влатковић, Ликовна критика Пирота, Пирот 2017.
- Радмила Влатковић, Албум сећања, Пирот, 2018.
- Радмила Влатковић, Нове аквизиције, Пирот, 2020.
- Пиротски лексикон, Службени гласник, Београд, 2012.
- Радмила Влатковић, Нове аквизиције, Пирот, 2022.
- Радмила Влатковић Милорад Антић Портрети живота, Бор 2020.